# Nilton Severo da Costa
Nilton Severo da Costa é um político brasileiro.

## Carreira
Formado em farmácia, bioquímica e pedagogia, com especialização em neurociência. Foi professor e diretor do Instituto Estadual de Educação/SC e professor da Escola Técnica de Santa Catarina.
Foi prefeito de Florianópolis. No aniversário de 284 anos de Florianópolis foi um dos ex-prefeitos homenageados.